# 58 Dywizja Piechoty (Imperium Rosyjskie)
58 Dywizja Piechoty (ros. 58-я пех. дивизия) – rezerwowa dywizja piechoty Imperium Rosyjskiego, okresu działań zbrojnych I wojny światowej.
Powstała z 5 Dywizji Piechoty z Żytomierza (9 Korpus Armijny, 3 Armia).

## Struktura organizacyjna
Lipiec 1914:
- dowództwo dywizji
- 229 Skwirski pułk piechoty
- 230 Nowógródzko-Wołyński pułk piechoty
- 231 Drohiczyński pułk piechoty
- 232 Radomyski pułk piechoty